# Esteliano Pizzatto
Esteliano Pizzatto, mais conhecido como Pizzatto (Araucária, 26 de novembro de 1905 - Araucária, 13 de março de 1978), foi um futebolista brasileiro que atuava como zagueiro. Jogou no Coritiba de 1926 à 1936, sendo por muitas vezes o capitão do time e um dos maiores defensores da história do clube.
Irmão do também futebolista Pizzatinho, era conhecido por sua grande agilidade. Uma das suas principais atuações foi no jogo contra o Palestra, pois após estar perdendo de 3 x 1 no primeiro tempo, e o empate favorecia o adversário, o time coxa-branca saiu vitorioso com 5 x 4.

## Títulos
- Campeonato Paranaense: 1927; 1931; 1933; 1935.[7][8]